# Škotski funt
Škotski funt (škotsko Pund Scots) je bila uradna valuta Kraljevine Škotske, ko je bila le-ta še neodvisna država. Po politični in monetarni združitvi Kraljevine Škotske s Kraljevino Anglijo, ki se je zgodila v letu 1707, je postala uradna valuta na Škotskem britanski funt. Uvedel ga je škotski kralj David I. v 12. stoletju v karolinškem denarnem sistemu funta, razdeljenega na 20 šilingov, vsak po 12 penijev. Škotska valuta je bila kasneje razvrednotena glede na funt zaradi znižanja vrednosti kovancev. V času Jakoba III. je bil en škotski funt ocenjen na pet šilingov funt.
Izdani so bili srebrniki, denominirani v merkah, v vrednosti 13 s.4 d. scots (dve tretjini funta scots). Ko je Jakob VI. Škotski leta 1603 postal angleški kralj Jakob I., je bil kovanec preoblikovan, da bi se čim bolj ujemal s kovanci šterlingi, pri čemer je 12 £ scotov enakih 1 £ sterlingu. Od 1638 do 1700 ni bil izdan zlati kovanec, novi srebrni kovanci pa so bili izdani od 1664 do 1707.
Z akti unije iz leta 1707 je bil škotski funt nadomeščen s kovanci šterlingi v razmerju 12:1 (1 škotski funt = dvajset penijev sterlingov), čeprav se je škotski funt še naprej uporabljal na Škotskem kot obračunska enota za večino 18. stoletje.
Danes ni posebne škotske valute; vendar tri največje škotske klirinške banke (Royal Bank of Scotland, Bank of Scotland in Clydesdale Bank) izdajajo bankovce, denominirane v funtih. Ti bankovci so lahko sprejeti kot plačilo v celotnem Združenem kraljestvu, vendar so veliko pogostejši na Škotskem; njihova vrednost je podprta z neobtočnimi bankovci velikih apoenov, ki jih izda Bank of England ('velikani' ([Bank of England £1,000,000 note) in 'titani' (Bank of England £100,000,000 note)).
Glede na to, da škotski funt danes ni mednarodno priznana valuta, nima ISO poimenovanja, neuradno pa se za poimenovanje uporablja kratica SBP. Razmerje z britanskim funtom je 1:1, denar pa se tiska v bankovcih z apoeni 5, 10, 20, 50 in 100 funtov.